# Astyanax jenynsii
Astyanax jenynsii är en fiskart som först beskrevs av Steindachner, 1877.  Astyanax jenynsii ingår i släktet Astyanax och familjen Characidae. Inga underarter finns listade.